# Thomas Graham Brown
Thomas Graham Brown (connu comme T. Graham Brown), né le 27 mars 1882 à Édimbourg et mort le 28 octobre 1965 dans la même ville, est un alpiniste et neurophysiologiste écossais. Ses premières ascensions les plus connues sont les trois voies de grande ampleur qu'il a ouvertes dans le versant est glaciaire du mont Blanc, dit versant Brenva en Italie : la Sentinelle Rouge, la Major et la Poire.

## Physiologie
Il naît en 1882 à Édimbourg. Son père J. J. Graham Brown y est médecin et président du Royal College of Physicians. Il poursuit ses études scientifiques et de médecine à l'université d'Édimbourg. Durant la Première Guerre mondiale il sert dans le Royal Army Medical Corps, dans les Balkans. Après la guerre il poursuit ses travaux sur la physiologie du système nerveux, notamment sur les réflexes de mouvement et de posture. De 1924 à 1947, il occupe la chaire de physiologie de l'université du pays de Galles à Cardiff. En 1927 il est élu membre de la Royal Society.

## Alpinisme
Thomas Brown s'intéresse sur le tard à l'alpinisme. Il fait sa première course dans les Alpes à 42 ans en 1924. S'ensuit jusqu'en 1927 une série de courses classiques dans l'Oberland bernois, le Valais et le massif du Mont-Blanc.
En 1927, il rencontre à l'hôtel du Montenvers à Chamonix Frank Smythe, alpiniste confirmé, qui cherche un compagnon de cordée pour réaliser de grandes ascensions sur le versant italien du mont Blanc. Ils s'associent pour faire la première ascension de la voie de la Sentinelle Rouge (nom d'un rocher de la face, sous lequel ils bivouaquèrent) les 1er et 2 septembre 1927, et la voie Major (du nom du col Major entre le mont Blanc et le mont Blanc de Courmayeur), les 6 et 7 août 1928, toutes les deux avec Frank Smythe. Le 5 août 1933, il gravit avec les guides Alexander Graven et Alfred Aufdenblatten la voie de la Poire (nom donné à un grand éperon rocheux sur la gauche de la face).
Ces trois voies ont été décrites comme « les plus importantes nouvelles voies gravies par des alpinistes britanniques pendant l'entre-deux guerres ». Graham Brown écrivit : « Le grand versant Brenva du mont Blanc de Courmayeur et du mont Blanc n'avait pas été gravi entre les lignes ouvertes par Güssfeldt à l'aiguille Blanche de Peuterey et l'éperon de la Brenva, jusqu'à ce que Smythe et moi ayons la chance de découvrir la voie de la Sentinelle en 1927 ». Il fit le récit de ses ascensions dans son ouvrage Brenva, publié en 1944, qui est un des classiques de la littérature alpine. Ce récit qui contraste fortement avec celui qu'en avait fait auparavant Frank Smythe sur le rôle respectif des deux alpinistes dans ces ascensions (idée des itinéraires, tête de la cordée, etc.), déclencha une polémique entre les deux hommes.
En 1935, Graham Brown participa à la première ascension du mont Foraker (5 304 m) en Alaska avec Charles Houston and Chychele Waterston.
En 1936, il participa à l'expédition britanno-américaine qui réussit la première ascension (par Bill Tilman et Noel Odell) de la Nanda Devi.
Il fut le rédacteur de l'Alpine Journal de 1949 à 1953.

## Ouvrages
- (en) Brenva, J.M. Dent, 1944 
  - (fr) Brenva, Victor Attinger, 1955